# Limonium laxiusculum
Limonium laxiusculum é uma espécie de planta com flor pertencente à família Plumbaginaceae. Trata-se de uma espécie hemicriptófita cujos habitats preferenciais são terrenos incultos e zonas de areais junto ao mar, dando-se a sua floração entre Julho e Agosto. É uma espécie semelhante a Limonium virgatum.
A espécie foi descrita por João Manuel António do Amaral Franco e publicada em Nova Fl. Portugal 2: 40, 564 (1984).
Não se encontra protegida por legislação portuguesa ou da Comunidade Europeia.

## Distribuição
Trata-se de uma espécie endémica de Portugal continental, encontrando-se na região de Sintra.